# Kolgujev
Kolgujev (rusky Колгуев, něnecky Холӈгов) je ostrov ležící v jižním Barentsově moři na východě Pečorského moře v evropské části Ruska. Ostrov náleží do ruské Archangelské oblasti. Jeho rozloha činí 3 495 km².

## Etymologie
Existují různé verze o původu jména ostrova. Podle nejrozšířenější verze dali Pomorové ostrovu jméno na počest rybáře Ivana Kalgova, který se ztratil ve vodách obklopující ostrov. Podle jiné verze název ostrova pochází ze starého finského slova kollague, což lze přeložit jako trojúhelník.

## Geografie
Na ostrově se nachází několik mysů. Severní dvě třetiny ostrova tvoří vodní toky, bažiny a jezírka, zbytek je rovná plocha.
Nejvyšší bod leží 176 m nad mořem; údaje o jeho jménu se liší. Podkladem ostrova je žula, nános aluvia a také pískovce.

## Obyvatelstvo

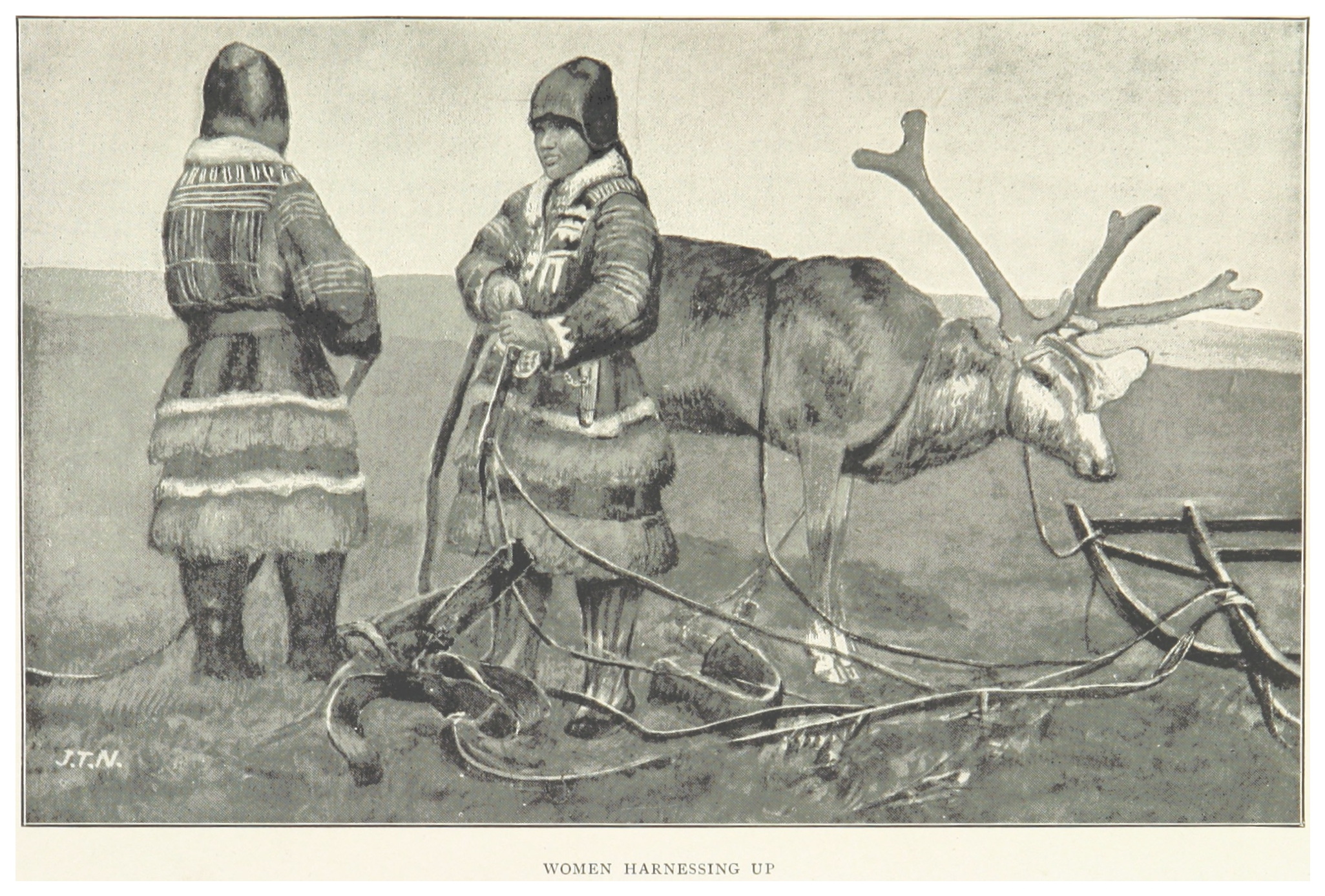
Obyvatelky ostrova Kolgujev na vyobrazení z konce 19. století

Obyvatelstvo činí přes 400 lidí, kteří žijí vesměs v jediném sídle Bugrino (Бугрино). Převážná část z nich jsou Něnci.

## Historie
První hydrografický průzkum pobřeží ostrova provedli poručíci Skuratov a Suchotin v roce 1736 v rámci objevných plaveb Velké severní expedice.
První zkoumání ostrova provedl Litke v letech 1823 — 1824. 

### Těžba ropy

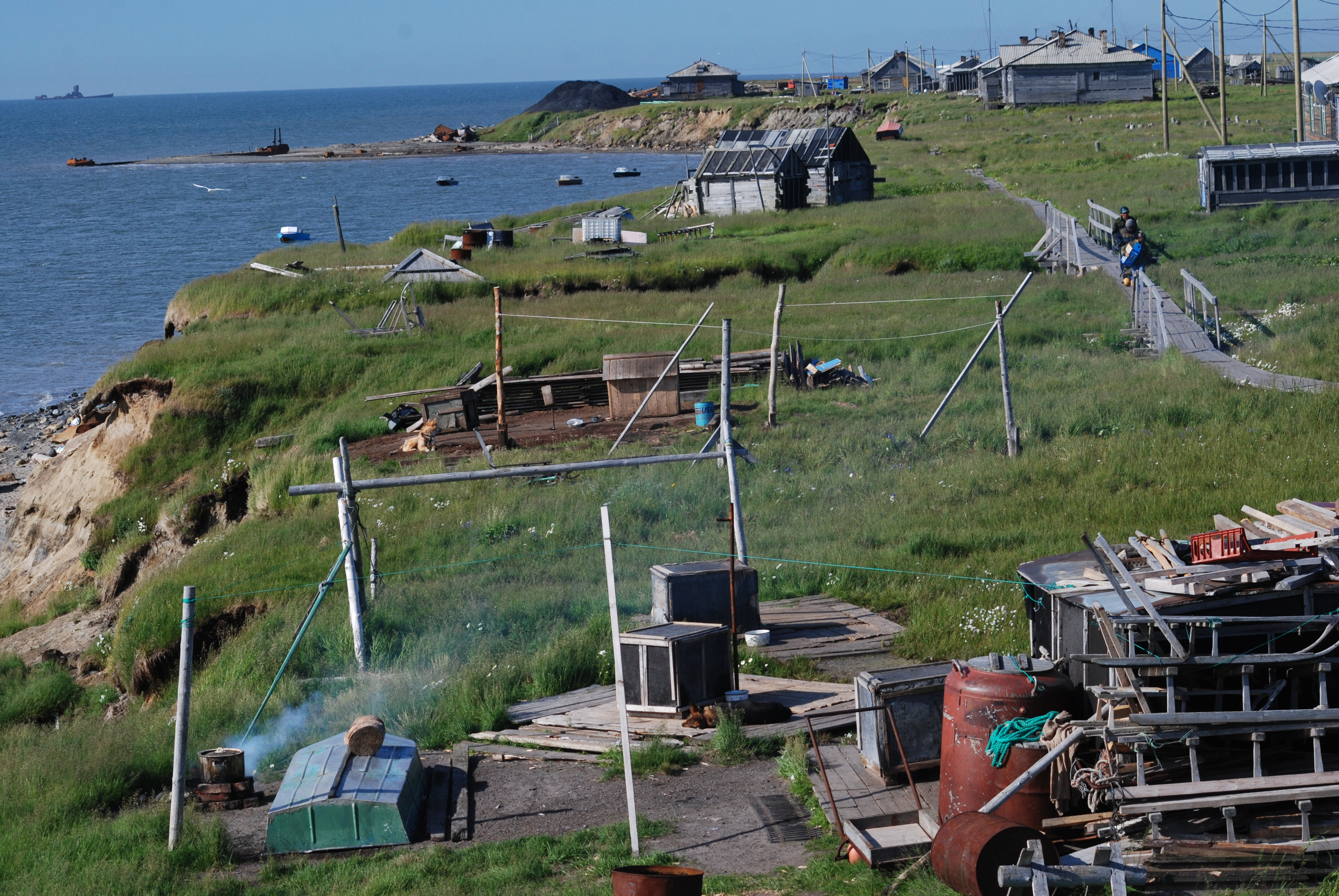
Pobřeží ve vesnici Bugrino

V roce 1980 získal podnik ArktikNěfť (АрктикНефть) povolení pro průzkum ložisek ropy na ostrově Kolgujev. Bohaté ložisko (ruský název ložiska je  Песчаноозёрское нефтяное месторождение) bylo nalezeno v roce 1983 v hloubce mezi 1450 a 1750 metry a o dva roky později byla zahájena jeho těžba. Zdejší zásoby ropy se odhadují na 11 milionů tun. Poblíž těžařské osady Pěsčanka bylo v roce 2002 vybudováno stejnojmenné letiště, jehož prostřednictvím je zajišťováno letecké spojení ostrova s Murmanskem. 

## Zajímavosti
Název Kolgujev byl užit ve hře Operace Flashpoint pro ostrov, kde se nacházela sovětská vojenská základna a sovětské velitelství. Tvar ostrova ve hře je stejný jako tvar ostrova Tenerife.